# Porpora
La porpora è un pigmento di origine animale, conosciuto fin dall'antichità, la cui scoperta viene fatta risalire alla civiltà fenicia.
Da essa deriva il colore porpora, termine che indica in realtà un'ampia gamma di tonalità che variano dal rosso (rosso porpora) al blu-viola (porpora di Tiro).

## Origine

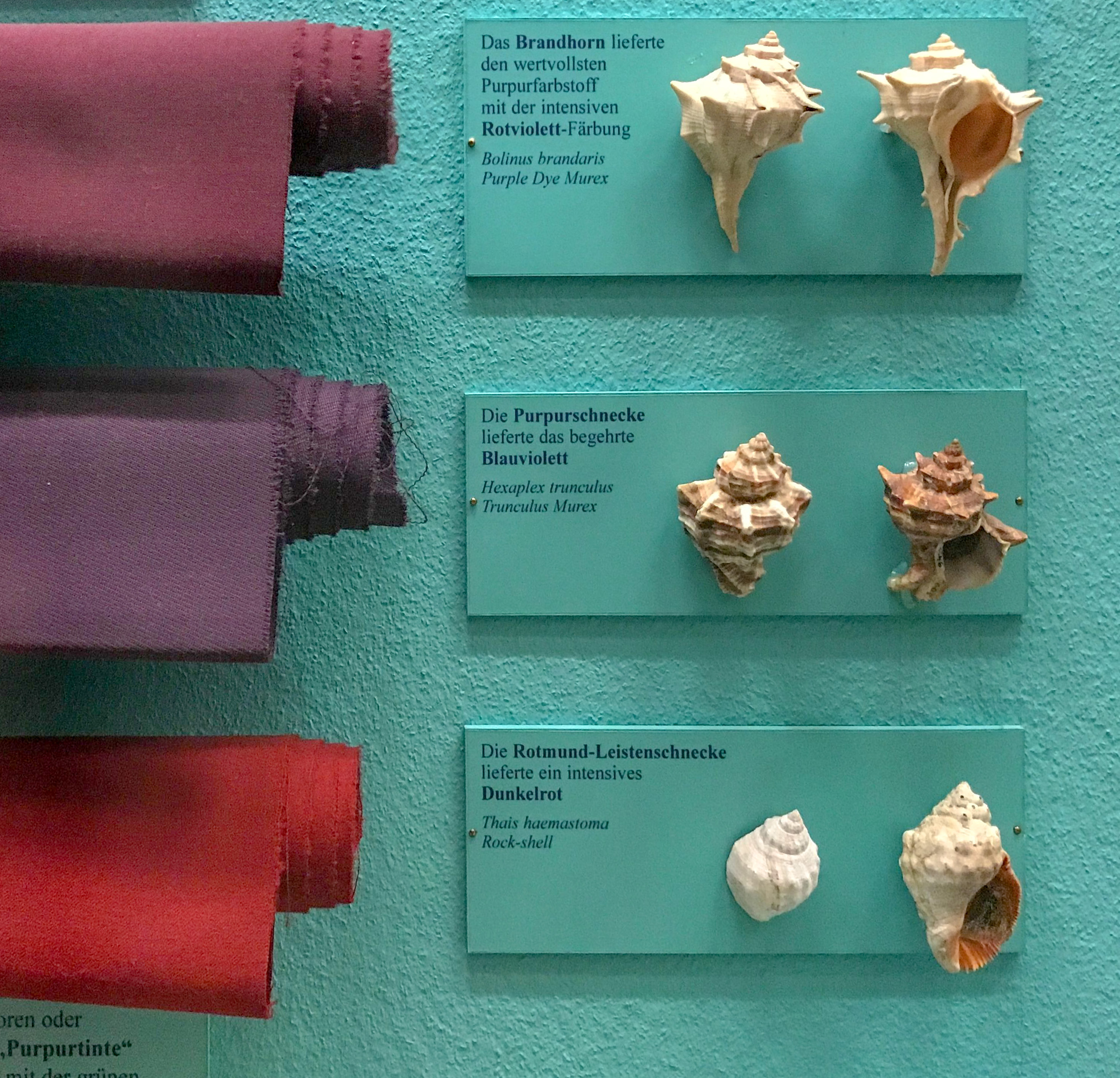
Varie tinte di porpora e vari muricidi.

Il pigmento si estrae dal murice comune, un mollusco gasteropode appartenente alla famiglia dei Muricidi. Viene secreta da una ghiandola, come liquido vischioso di colore violaceo e già nell'antichità veniva utilizzata per la colorazione delle stoffe. In età imperiale rappresentava il colore per eccellenza.
In realtà, soprattutto all'epoca, la porpora poteva avere diverse sfumature di colore, in base alla preparazione. Il più ricercato era sempre il colore rosso porpora come conosciuto oggi, simile al colore del sangue e del fuoco. Per riuscire a tingere anche una sola veste occorrevano migliaia di esemplari.
Inoltre era un colore molto resistente ai lavaggi: era quindi preziosissima e solo in pochi potevano esibire in pubblico questo colore. Per lungo tempo fu riservata all'uso sacerdotale e regale, ma in seguito venne utilizzata anche dagli aristocratici romani per abbellire le proprie vesti.  I primi a produrre la porpora furono i Fenici. La lavorazione della porpora costituì la fortuna delle città di Tiro e Sidone, quindi di numerose città greche, italiane, spagnole e nordafricane. Questa tecnica andò perduta, almeno in Europa, dal periodo che va dal pieno Medioevo al 1833, quando venne riscoperta da Bartolomeo Bizio.

## Definizione
Nella mentalità antica il colore è qualcosa di connaturato alle cose che lo possiedono; il nome porpora pertanto è stato dato alle secrezioni organiche dei molluschi, non tanto a una specifica lunghezza d'onda o a un qualsivoglia codice operativo; dire che una veste è "color porpora" può significare che è di un colore che, a seconda di come è trattata la secrezione, può andare da un arancione a un viola, passando per sfumature rosse o brunastre: porpora è quindi un "colore" a cui corrispondono molte "tinte" effettive e l'effetto del colore è in primo luogo quello di evocare meriti economici e spirituali.
Per questa ragione, in italiano e in altre lingue (come in inglese e spagnolo) al nome porpora possono corrispondere colori (nel senso moderno del termine) molto differenti tra loro. L'inglese purple, traducibile come "porpora", ma anche (colore) "violaceo", rappresenta un caso emblematico, identificando quello che comunemente s'intende in italiano con porpora, ma che in genere si estende alla categoria del viola. Purple oggi corrisponde grosso modo all'uso comune in italiano di viola. Il termine inglese violet, invece, indica il colore spettrale violetto corrispondente a una lunghezza d'onda di circa 380-450 nm.
Per antonomasia con la parola porporato si usa indicare il cardinale, prelato della chiesa cattolica.

## Nomi alternativi
Il pigmento è anche noto come:
- Ostro sidonio
- Ostrum
- Porpora di Bisanzio
- Porpora di Palermo
- Porpora di Tiro
- Purpura
- Purpurina
- Tyria purpura